# Bisdom Osório
Het bisdom Osório (Latijn: Dioecesis Osoriena) is een rooms-katholiek bisdom met als zetel Osório, in Brazilië. Het bisdom is suffragaan aan het aartsbisdom Porto Alegre.

## Geschiedenis
Het bisdom werd opgericht op 10 november 1999, uit delen van het aartsbisdom Porto Alegre en het bisdom Caxias do Sul. 

## Parochies
Het bisdom had in 2021 een oppervlakte van 6.120 km2 en telde 315.270 inwoners waarvan 84,4% rooms-katholiek was.

## Bisschoppen
- Thadeu Gomes Canellas (10 november 1999 - 15 november 2006)
- Jaime Pedro Kohl (15 november 2006 - heden)

Porto Alegre (aartsbisdom) · Caxias do Sul · Montenegro · Novo Hamburgo · Osório